# Oltre Guernica
Oltre Guernica è un manifesto artistico del Realismo stilato a Milano nel 1946 da un gruppo di artisti tutti appartenenti al Fronte nuovo delle arti. In esso si danno per scontate le ragioni dell'impegno politico e si ribadisce la necessità del legame con la realtà e la scelta della figurazione.
Tra i firmatari troviamo:
- Giuseppe Ajmone
- Aldo Bergolli
- Egidio Bonfante
- Gianni Dova
- Ibrahim Kodra
- Ennio Morlotti
- Giovanni Paganin
- Cesare Peverelli
- Vittorio Tavernari
- Gianni Testori
- Emilio Vedova